# Xã Washington, Quận Greene, Missouri
Xã Washington (tiếng Anh: Washington Township) là một xã thuộc quận Greene, tiểu bang Missouri, Hoa Kỳ. Năm 2010, dân số của xã này là 2.749 người.